# ایوب کفوی
ابوالبقاء، ایّوب حسینی کَفَوی (۱۶۸۳م) (نسب: ایوب بن موسی، حسینی کوفی) فقیه حنفی و قاضی کریمه‌ای- عثمانی، هاشمی‌تبار حسینی در سدهٔ هفدهم میلادی/یازدهم هجری بود. هنگامی که در قدس قاضی بود، درگذشت. ''الکلیات، معجم فی المصطلحات و  الفروق الکفویه از آثار اوست.